# Вирушаючи в Канзас-Сіті
Вирушаючи в Канзас-Сіті (англ. Going to Kansas City) — канадо-фінський фільм 1998 року.

## Сюжет
Мікко, студент по обміну з Фінляндії, приїжджає в Канзас-Сіті. Він очікує провести рік у великому місті, але плани змінилися. Він живе в сім'ї, яка мешкає на фермі далеко за межами міста. Життя в сільській місцевості стає більш захоплюючим, коли він знайомиться з дочкою шерифа і закохується в неї. Шкода, що її батько не схвалює цього. Мікко доводиться стикатися з серйозною реальністю.

## У ролях
- Майкл Айронсайд — Майк Мелоун
- Мікко Ноусіайнен — Мікко Вігавайнен
- Мелісса Гальянос — Карлі Мелоун
- Сьюзен Алмгрен — Бонні Брукнер
- Деніел Пілон — Джек Брукнер
- Крістен Голден-Рід — Чарлі Брукнер
- Марк Камачо / Mark Camacho — Біллі Оссінінг
- Карін Діон — Карен Олсен
- Шон Поттер — Тінк
- Адам МакДональд — Флойд Вівер
- Ліза Бронвін Мур — Роксі
- Майнор Мастейн — шериф Крід
- Ніл Кроетч — Кроуфорд
- Белінда Гам — Анаріта
- Чіп Чуіпка — Алекс Таггерт
- Байрон Джонсон — Джордж
- Джон Данн-Гілл — Бен Діксон
- Аманда Гей — Лорел Шульц
- Алан Фоусет — преподобний Голден
- Енн-Марі Браун — Джуді Брукнер
- Кейтлін Браун — Мо Брукнер
- Роберт Брюстер — Кертіс Вівер
- Дженніфер Моргауз — Гелен Вівер
- Джонатан Старк — Сем Колчек
- Сьюзен Гловер — Тері Колчек
- Білл Кордей — Ендрю Пелам
- Майкл Перрон — Ллойд Тімс
- Аннабелль Торсейн — бармен
- Еллен Девід — Рут Мелоун
- Ален Бенабдаллах — злодій 1
- Андерсон С. Бредшоу — злодій 2
- Вілма Меласніемі — Арья
- Гайді Луотолампі — пастор
- Сванте Мартін — батько Мікко
- Ейя Ноусілайнен — мати Мікко
- Джо Джаммер — гітарист
- Пол Грондан — басист
- Воррен «Слім» Вільямс — клавішник
- Майкл Стен Дегуайр — барабанщик
- Кемерон Мастейн — фермер (в титрах не вказаний)